# Sōka, Saitama
Thành phố Sōka (tiếng Nhật: 草加市) là một đô thị loại đặc biệt thuộc tỉnh Saitama, vùng Kantō, Nhật Bản.
Thành phố nằm ở phía Đông Nam của tỉnh và giáp với Tokyo ở phía Nam, rộng 27,42 km², và có 239.020 dân (ước ngày 1/8/2008) – đông thứ 6 trong tỉnh.